# معبد ژیهوا

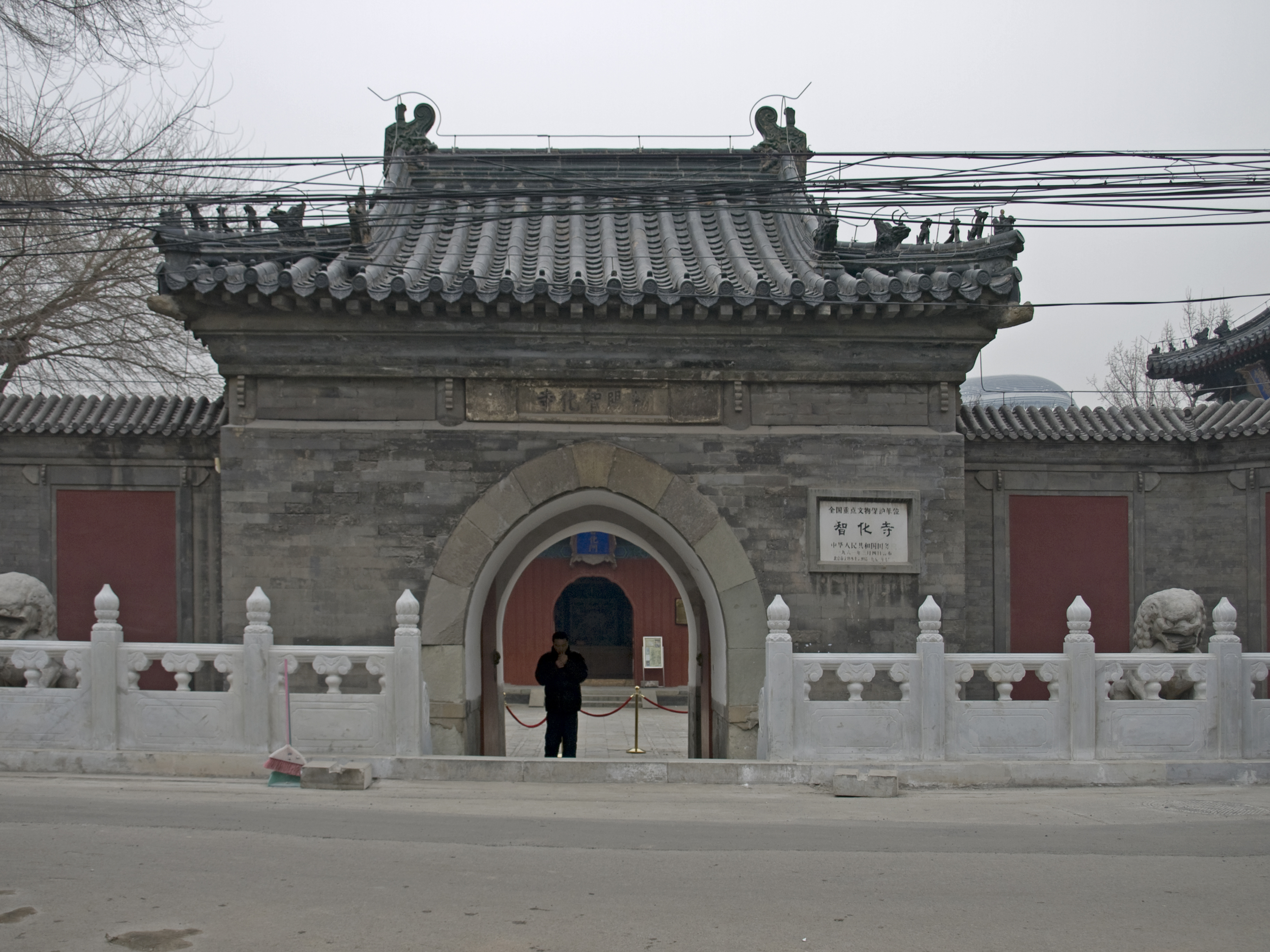
ورودی معبد ژیهوا

معبد ژیهوا (به چینی: 芝华寺؛ تلفظ: Zhī huá sì) یک معبد بودایی دوره سلسله مینگ در پکن چین است. این معبد در شهر در لومیکامگ هوتونگ، در منطقه چائویانگ من از منطقه دونچنگ، در محدوده جاده حلقه دوم به شمال خیابان جینبائوجیه، غرب منطقه یابائولو واقع شده‌است. این معبد در سال ۱۴۴۳ به سفارش وانگ ژن ساخته شد، او یک شخص قدرتمند در دفتر نظارت بر مناسک دربار امپراتور ژنگتونگ (همچنین به عنوان امپراتور یینگزونگ معروف است؛ که در سالهای ۱۴۳۶–۱۴۴۹ و ۱۴۵۷–۱۴۶۴ سلطنت کرد) بود.
ساختمان‌های اطراف و زمین‌های این معبد تقریباً ۲ هکتار مساحت دارد. این معبد یکی از مهمترین مجتمع‌های اصلی ساختمانی از دوره سلسله مینگ در منطقه شهر قدیمی است، و یکی از تنها سازه‌های چوبی در پکن و گروه‌های ساختمان از سلسله مینگ به علت پایداری بالاست. همچنین به دلیل استفاده گسترده از کاشی‌های سقف سیاه بسیار قابل‌توجه است.
موزه تبادل فرهنگی پکن که در نوامبر ۱۹۹۲ تأسیس شد، در مجتمع این معبد واقع شده‌است. هدف اصلی تأسیس آن «به عنوان مرکزی برای توسعه مبادله فرهنگی و توسعه مطالعه آثار و فرهنگ‌های موزه» است. معبد Zhihua در سال ۱۹۶۱ به یک یادگار فرهنگی و تاریخی با حفظ ملی تبدیل شد. در سال ۲۰۰۵، دولت چین برای آماده‌سازی بستری برای بازدید کنندگان بیشمار بین‌المللی از این معبد که در زمان بازی‌های المپیک تابستانی ۲۰۰۸ انتظار می‌رفت برای بازدید این معبد حضور یابند، مرمت و بازسازی معبد (که اکنون کامل شده‌است) را انجام داد.

## موسیقی معبد ژیهوا

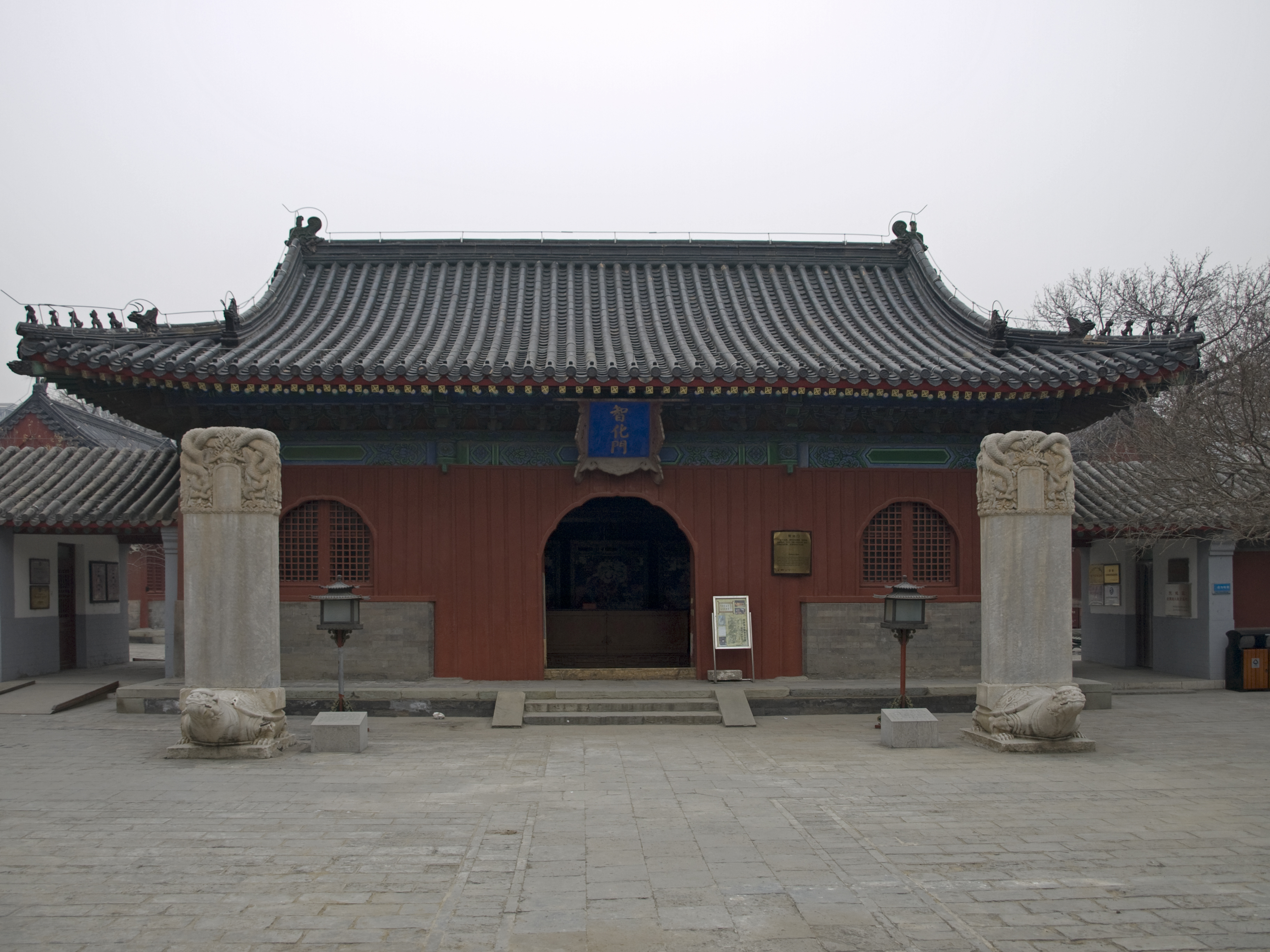
سالن اول معبد ژیهوا در چین

موسیقی معبد ژیهوا (به چینی: 芝华寺音乐؛ تلفظ: Zhī huá sì yīnyuè؛ به انگلیسی: Zhihua Temple Music) یک سبک موسیقی کلاسیک(سنتی) چینی شامل گروهی از نوازندگان است که مرتباً موسیقی آیینی قرون باستان را اجرا می‌کنند و بیش از ۲۷ نسل به آنها اهدا شده‌است. این گروه شش نفره توسط راهب بودائی اکتوژنیایی ژانگ بنکسینگ رهبری می‌شود. او تنها عضو بازمانده از نسل ۲۶ نوازندگان و آخرین شخصی است که این موسیقی را به روشی سنتی آموخته‌است. در این نوع از موسیقی، علاوه بر آواز خواندن ابزارهای مورد استفاده شامل گوانزی (ابو)، دیزی (فلوت بامبو)، شنگ (اندام دهان)، یونولو (مجموعه ای از ده گونگ تنظیم شده کوچک که به صورت عمودی در یک قاب نصب شده‌اند)، و سازهای کوبه‌ای شامل طبل‌ها و سمبل‌ها نیز می‌باشد.